# 夫人
夫人是一個稱謂，可以指：
- 妻子，多用于称呼他人的妻子，即太太。「夫人」一般帶有尊稱（敬語）的意謂，例如：尊夫人。
- 對有夫之妇、已婚女性的尊稱。《禮記》：「天子之妃曰「后」，諸侯曰「夫人」、大夫曰「孺人」，士曰「婦人」，「庶人」曰「妻」。」也就是說諸侯的正室才能稱為「夫人」，庶人的正室稱為「妻」。故稱一般人的妻子為「夫人」是敬稱，相當於用對諸侯的稱謂來稱乎庶人之正室。如：許穆夫人（這「夫人」實際上是諸侯正室之位號，而非已婚女性之尊稱，許穆正是許穆公，諸侯國許國之君主姜新臣，『許』是國號，『穆』是其諡號，而非姓許名穆）、居里夫人、『《射鵰英雄傳》中郭夫人（黄蓉）、《笑傲江湖》中岳夫人（寧中則）』，但這是近代受西方文化影響之用法，因西方女性婚後改為夫姓，而中國古時此尊稱不是冠以夫姓，而是冠以父姓，因華夏傳統上沒有已婚婦人改夫姓之習慣，其中也只有正室可用（妾只能稱為姨娘，而非二夫人、三夫人......如《紅樓夢》中賈政妾室趙姨娘、周姨娘），如：《紅樓夢》中賈政之妻榮國府主母王夫人。
- 夫人 (位号)，中国古代君主之妾的一個位分，《禮記·昏儀》載當時天子有三夫人、九嬪、二十七世婦、八十一御妻，夫人主管婦禮。漢朝皇帝妾室封夫人，唐朝四妃（贵妃、淑妃、德妃、贤妃）也称为四夫人，夫人作為僅次於皇后的嬪妃。另外也會用作誥封官員、外戚之正室或女性親屬、后妃之生母，作為外命婦其中之封號如國夫人、郡夫人，如唐玄宗的贵妃楊贵妃其三姊分別誥封為韓國夫人、虢國夫人、秦國夫人。
- 外交用语，称呼國家元首、政府首腦的女性配偶。如：第一夫人。
- 众多道教女仙的称谓（次于元君），如上元夫人、临水夫人、金花夫人、灵惠夫人、南岳魏夫人、西王母女儿（紫微王夫人、南极王夫人、右英王夫人、云华夫人、太真王夫人）、八灵道母西岳蒋夫人、北汉七灵石夫人、北岳上真山夫人、北海六微玄清夫人、方丈台昭灵李夫人、太和上真左夫人、上真东宫卫夫人、右华九成范夫人、紫微左宫王夫人等。《西游记》中登场的妖怪白骨精称为“白骨夫人”，金鼻白毛老鼠精称为“地涌夫人”。